# Ramiro Carrera
Ramiro Ángel Carrera (La Plata, 24 ottobre 1993) è un calciatore argentino, centrocampista del Lanús.

## Caratteristiche tecniche
Esterno destro, può giocare come interno di centrocampo o come esterno sinistro.

## Carriera
Ha giocato nella prima divisione argentina, in quella cilena ed in quella messicana.

## Palmarès
- Copa Argentina: 1

Arsenal: 2012-2013